# Иваново-Мысское сельское поселение
Иваново-Мысское се́льское поселе́ние — муниципальное образование в Тевризском районе Омской области Российской Федерации.
Административный центр — село Иванов Мыс.

## История
Статус и границы сельского поселения установлены Законом Омской области от 30 июля 2004 года № 548-ОЗ «О границах и статусе муниципальных образований Омской области».

## Население
| 2010 | 2011 | 2012 | 2013 | 2014 | 2015 | 2016 |
| ---- | ---- | ---- | ---- | ---- | ---- | ---- |
| 875  | ↘873 | ↘863 | ↘825 | ↘802 | ↘782 | ↘778 |
| 2017 | 2018 | 2019 | 2020 | 2021 | 2023 |      |
| ↘754 | ↗762 | ↘728 | ↘692 | ↘569 | ↘548 |      |

## Состав сельского поселения
| № | Населённый пункт | Тип населённого пункта       | Население |
| - | ---------------- | ---------------------------- | --------- |
| 1 | Иванов Мыс       | село, административный центр | ↘380      |
| 2 | Тайчи            | деревня                      | ↘495      |

### Упразднённые населённые пункты
Чиганы — упразднённая деревня, исключена из учётных данных в 1977 году